# Cinq-Mars-la-Pile
Cinq-Mars-la-Pile is een gemeente in het Franse departement Indre-et-Loire (regio Centre-Val de Loire). De plaats maakt deel uit van het arrondissement Chinon. Cinq-Mars-la-Pile telde op 1 januari 2022 3.943 inwoners.

## Geografie
De oppervlakte van Cinq-Mars-la-Pile bedroeg op 1 januari 2022 20,11 vierkante kilometer; de bevolkingsdichtheid was toen 196,1 inwoners per km².

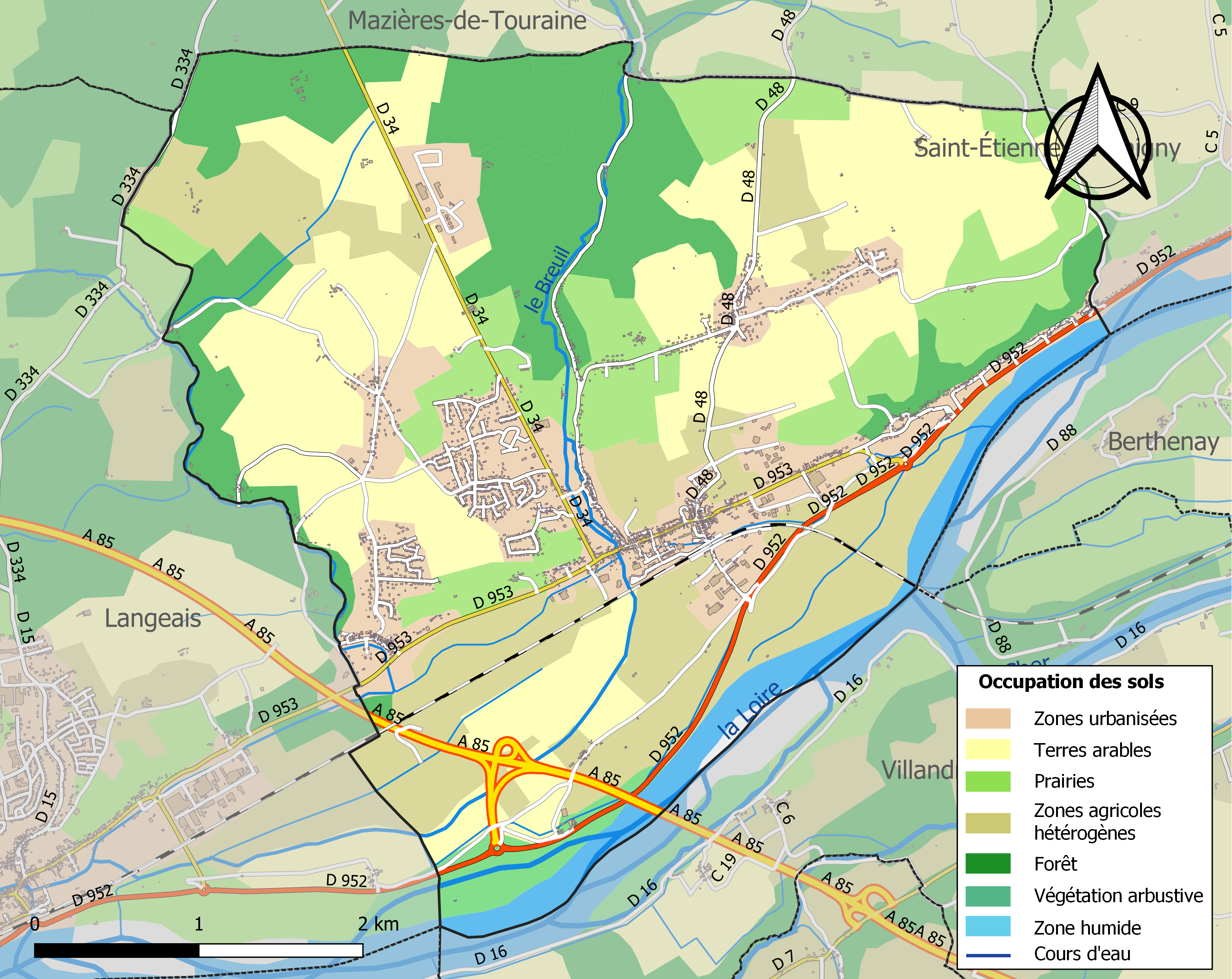
Kaart van de gemeente met belangrijkste infrastructuur, bodemgebruik en omliggende gemeenten

## Demografie
Onderstaande figuur toont het verloop van het inwonertal (bron: INSEE-tellingen).